# Cap Mendocino
El cap Mendocino (anglès: 'Cape Mendocino') és un cap de la costa del Pacífic d'Amèrica del Nord, situat a la costa nord de l'estat de Califòrnia, en el tram conegut com a Lost Coast («costa Perduda»), al comtat de Humboldt. És el punt més occidental de la costa californiana (el comtat de Mendocino es troba al sud).
Ha sigut un punt de referència per a la navegació marítima des del segle xvi, quan els galions de Manila arribaven a la costa nord-americana en aquest tram després de creuar l'oceà Pacífic seguint els corrents i vents predominants de l'oest. Des d'aquí varen seguir vorejant la costa cap al sud fins a arribar a Acapulco, Mèxic, on van finalitzar el viatge.
L'1 de desembre 1868 es va instal·lar el primer far, construït amb vuit plafons prefabricats enviats des de San Francisco.

## Descobriment
El cap va ser descobert pels espanyols l'1 de març de 1543 a la primera exploració de la costa oriental americana que havia partit de Jalisco el 1542. La flota anava en aquell moment comandada pel bilbaí Bartolomé Ferrelo, que havia succeït al comandament a Juan Rodríguez Cabrillo, mort el 3 de gener del 1542 a l'illa de Sant Miquel (Califòrnia) (a l'arxipèlag del Nord). El nom de Mendocino se li va donar en honor d'Antonio de Mendoza i Pacheco, primer virrei de la Nova Espanya i patrocinador de l'expedició.

## Geologia

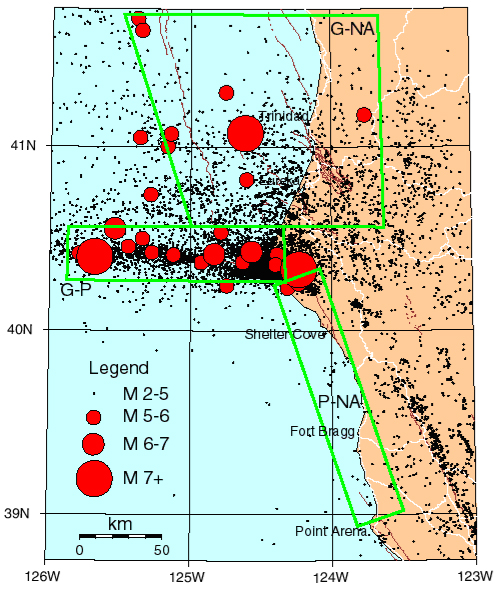
Activitat sísmica de la regió (1985-2003)

La regió del cap Mendocino, a la costa nord de Califòrnia, és una de les regions sísmicament més actives dels Estats Units continentals. Tres sismes amb epicentres als voltants de Petrolia i aigües endins a l'oest del cap Mendocino, van colpejar la zona el 25-26 d'abril de 1992, i arribaren a 7,2 Mw. Aquests sismes van demostrar que la zona de subducció de Cascadia és capaç de produir grans terratrèmols i de generar tsunamis; molts geòlegs i sismòlegs creuen que aquest sisme principal en la seqüència de 1992 pot haver estat un precursor d'un terratrèmol més potent en el Pacífic Nord-oest.
Aigües endins del cap Mendocino es troba el triple encreuament de Mendocino, un punt on s'ajunten tres plaques tectòniques. La falla de San Andrés, una falla transformant que s'estén al sud des de la cruïlla, i separa la placa del Pacífic i la placa Nord-americana. Al nord es troba la zona de subducció Cascadia, on la placa de Gorda és objecte de subducció al marge de la placa Nord-americana. A l'oest de la triple unió hi ha la zona de fractura Mendocino, el límit de transformació entre la placa de Gorda i la placa del Pacífic.